# Slib věrnosti

Vlajka Spojených států amerických

Slib věrnosti vlajce Spojených států amerických (anglicky: The Pledge of Allegiance to the flag of the United States of America) je přísahou loajality Američanů ke své zemi. Původní text napsal Francis Bellamy již v roce 1892. Se slibem se lze setkat na mnoha různých veřejných akcích, v některých státech recitují slib vlajce studenti a učitelé základních a středních škol každé ráno (např. ve státě New York).
Během recitace přísahy je nutno stát v pozoru s pravou rukou na srdci. Civilisté stojí s obnaženou hlavou čelem k vlajce. Uniformované osoby slib nerecitují, pouze salutují.

## Text přísahy
Současný text přísahy věrnosti užívaný od roku 1954:
| „ | I pledge allegiance to the flag of the United States of America, and to the Republic for which it stands: one Nation under God, indivisible, with Liberty and Justice for all. | “ |

| „ | Přísahám věrnost vlajce Spojených států amerických a republice, kterou představuje: jednomu nedělitelnému národu, před Bohem, ve svobodě a spravedlnosti pro všechny. | “ |

## Historický vývoj

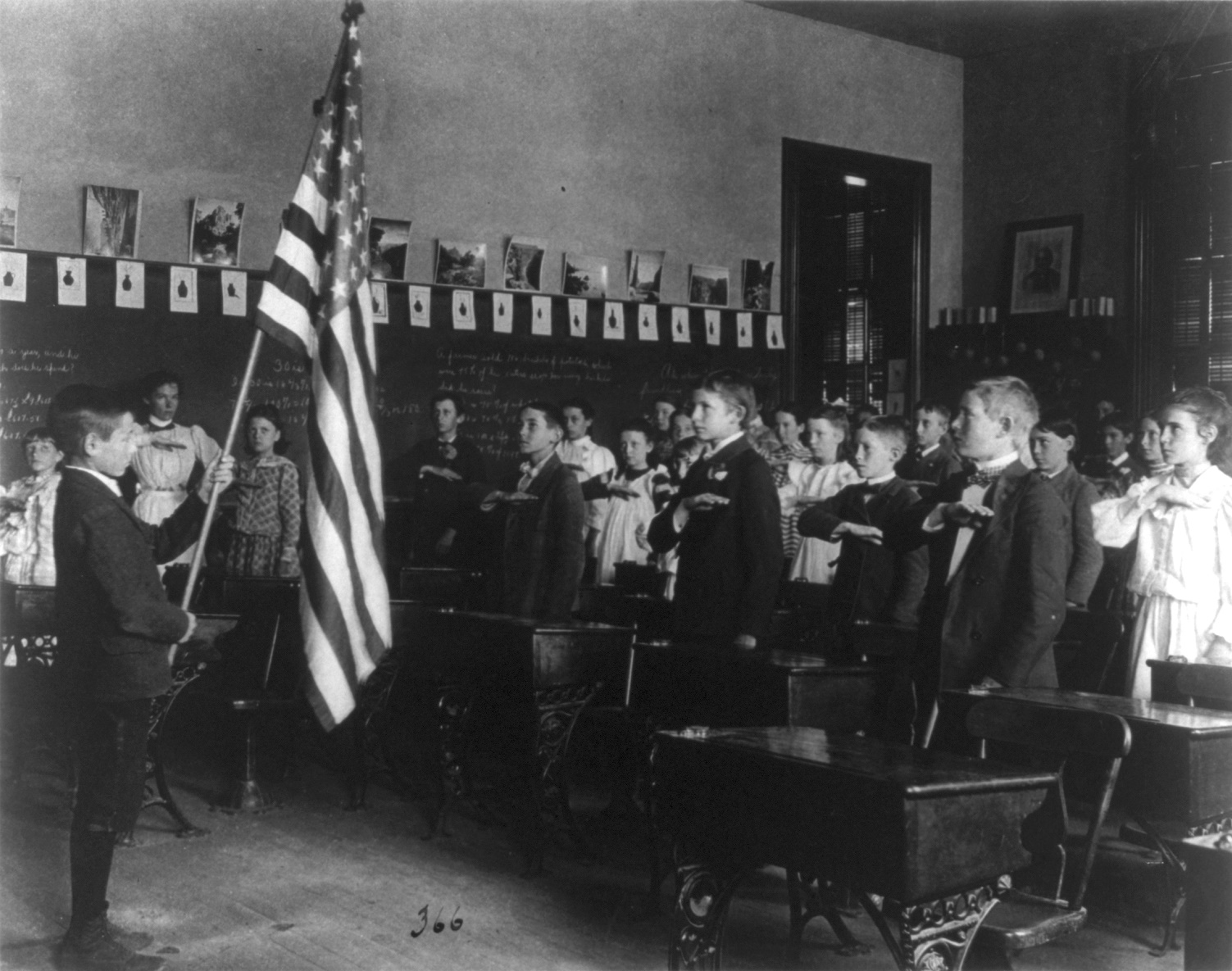
Studenti recitují slib věrnosti (1899)

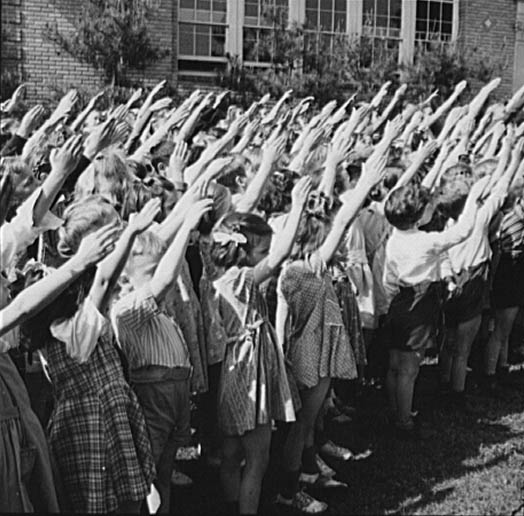
Žáci provádějí Bellamyho pozdrav (1942)

- Text přísahy v roce 1892:
"I pledge allegiance to my flag and the republic for which it stands: one nation indivisible with liberty and justice for all."
- Text přísahy v letech 1892–1923:
"I pledge allegiance to my flag and to the republic for which it stands: one nation indivisible with liberty and justice for all."
- Text přísahy v letech 1923–1924:
"I pledge allegiance to the flag of the United States and to the republic for which it stands: one nation indivisible with liberty and justice for all."
- Text přísahy v letech 1924–1954:
"I pledge allegiance to the flag of the United States of America, and to the republic for which it stands: one nation indivisible with liberty and justice for all."
- Současný text přísahy od roku 1954:
"I pledge allegiance to the flag of the United States of America and to the republic for which it stands: one nation under God, indivisible, with liberty and justice for all."

### Pozdrav
Původně se při recitování slibu používal tzv. Bellamy salute, který se používal od roku 1892, ale kvůli své podobnosti s hajlováním byl v roce 1942 zrušen a nahrazen dnešním přiložením ruky na srdce.